# Sabrina De Camillis
Sabrina De Camillis (Larino, 23 agosto 1969) è una politica italiana.
Coniugata con due figli, è laureata in Scienze e tecnologie alimentari ed è vice presidente del Consiglio Nazionale dell'Ordine dei tecnologi alimentari.

## Attività politica
Eletta consigliere regionale del Molise nel 1995, nel 2000 e nel 2006.
Durante i mandati consiliari è stata: assessore regionale all'industria, artigianato, commercio, energia, lavoro e formazione. Presidente della Commissione agricoltura e attività produttive. Segretario dell'ufficio di presidenza del Consiglio regionale e Capogruppo - gruppo consiliare Forza Italia, responsabile in Forza Italia di Azzurro Donna per il centro-sud. Consigliere del presidente della regione per le politiche socio sanitarie e per la programmazione e politiche comunitarie.
Alle elezioni politiche del 2008 è eletta alla Camera dei Deputati nelle liste del PdL, per circa 5 mesi cumula cariche e rispettive indennità, nonostante l'incompatibilità con la contemporanea appartenenza al Consiglio Regionale del Molise. Durante il mandato parlamentare è componente della commissione Agricoltura e presidente dell'intergruppo parlamentare sulla medicina di genere.
Alle elezioni politiche del 2013 è ricandidata alla Camera dei Deputati, nella circoscrizione Molise, come capolista del Popolo della Libertà; non viene tuttavia rieletta poiché non scatta il seggio per il PdL nella suddetta circoscrizione.

## Procedimenti giudiziari
Il 4 novembre 2015 viene rinviata a giudizio per peculato, in seguito all'inchiesta aperta dalla Procura di Campobasso sulle spese dei gruppi consiliari alla Regione Molise nella legislatura 2006-2011.
Viene assolta il 4 dicembre 2018.

## Esperienza di governo
Il 2 maggio 2013 entra a far parte del Governo Letta in qualità di sottosegretario di Stato ai rapporti con il Parlamento e al coordinamento dell'attività di governo.
Il 7 aprile 2014 viene nominata "esperto del Ministro della Sanità per le iniziative connesse alla riforma del Titolo V e per le attività di prevenzione, con particolare riferimento alla sicurezza alimentare e alle patologie croniche strettamente connesse con l'alimentazione" del governo Renzi.